# Antonio de Morga

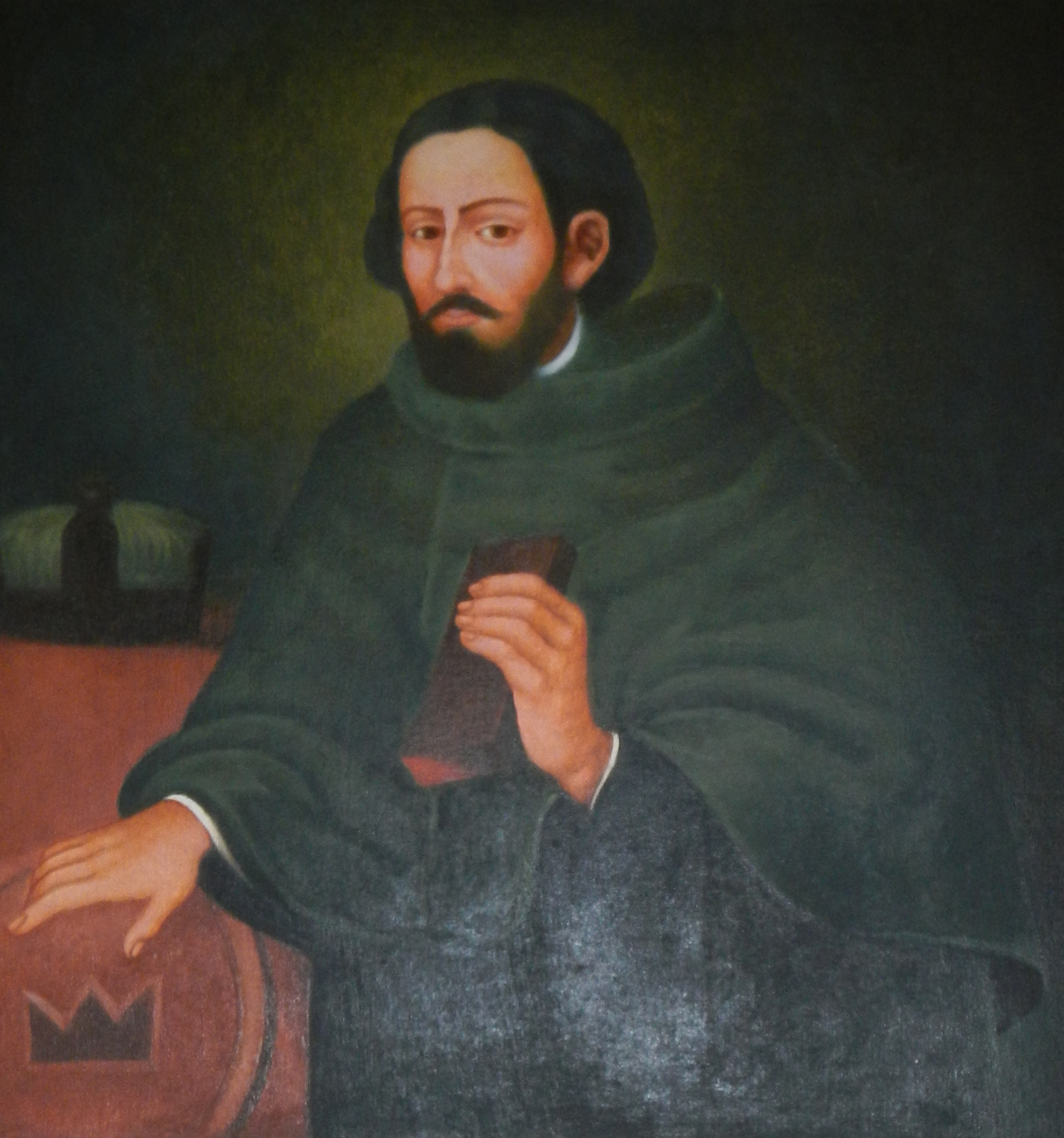
Antonio de Morga Sánchez Garay

Antonio de Morga Sánchez Garay (29 de novembro de 1559 - 21 de julho de 1636) foi um soldado espanhol, advogado e oficial colonial de alto escalão por 43 anos, nas Filipinas (1594 a 1604), Nova Espanha e Peru, onde foi presidente da a Real Audiência por 20 anos.

## Carreira
Foi também historiador. Após ser transferido para o México, publicou o livro Sucesos de las islas Filipinas em 1609, considerado uma das obras mais importantes sobre o início da história da colonização espanhola das Filipinas. Como vice-governador nas Filipinas, ele restaurou a audencia. Ele assumiu a função de juiz ou oidor. Ele também assumiu o comando de navios espanhóis em uma batalha naval de 1600 contra corsários holandeses, mas sofreu derrota e mal sobreviveu.
Sua história foi publicada pela primeira vez em inglês em 1868; inúmeras edições foram publicadas em inglês, incluindo uma edição de 1907 que está online no Gutenberg Project. Também foi reimpresso em espanhol e outros idiomas.

## Obras
- Morga, Antonio de (1609). Sucesos de las Islas Filipinas. Mexico: Casa de Geronimo Balli
- Morga, Antonio de (1868). The Philippine Islands, Moluccas, Siam, Cambodia, Japan, and China, at the Close of the Sixteenth Century. Traduzido por Stanley, Henry E.J. London: The Haykluyt Society
- Morga, Antonio de (1890). Sucesos de las Islas Filipinas. Annotated by Rizal, José. Paris: Garnier Hermanos
- Morga, Antonio de (1909). Sucesos de las Islas Filipinas. edition by Retana, W.E. new ed. Madrid: Victoriano Suárez